# Gauthier Toux
Gauthier Toux, né à Chartres en 1993, est un pianiste de jazz français.

## Biographie
Toux commence son parcours artistique par l'étude du piano classique au conservatoire de Chartres. En 2006, il rencontre Antoine Delaunay et Jean-Jacques Ruhlman, avec qui il partage les études jusqu’en 2011. La même année il est admis au département jazz de la Haute École de musique de Lausanne, où il obtient d'abord un master en interprétation musicale (2015) et ensuite un master en pédagogie musicale (2017).
En octobre 2013, il fonde avec Maxence Sibille et Kenneth Dahl Knudsen le Gauthier Toux Trio, avec lequel il produit les albums More than ever en 2015 et Unexpected Things en 2016,. Plus tard, Dahl Knudsen est remplacé par Simon Tailleu. Gauthier Toux Trio est régulièrement invité lors de grands festivals comme Jazz à Vienne, Jazz à Orléans, Cully Jazz, Jazz onze+, Paris Jazz Festival et Copenhagen Jazz Festival. En 2016, le Trio est lauréat du Concours national de jazz à la Défense, et en 2017 du Rezzo Focal Jazz à Vienne. En janvier 2019, il est élu Révélation française de l'année 2018 par la rédaction du Jazz Magazine. En 2018, le Trio produit son troisième album, The colors you see. En janvier 2020 il publie For a word avec un groupe homonyme composé avec Léa Maria Fries, Julien Herné et Valentin Liechti, album qui lui vaut une nomination au Talents Jazz Adami avec Nils Petter Molvaer. En 2022, il publie son cinquième album, The Biggest Steps,.
Gauthier Toux réside et travaille à Lausanne.

## Discographie
- 2015 - More than ever
- 2016 - Unexpected things
- 2018 - The colors you see
- 2020 - For a word
- 2022 - The biggest steps